# 石橋英子
石橋 英子（いしばし えいこ、7月29日 - ）は、日本のシンガーソングライター、作曲家。フィールド・レコーディングを使った電子音楽のほか、フルート、パーカッションなど様々な楽器を自ら演奏する手法で知られる。千葉県茂原市出身。

## 来歴
2000年から2010年までの間、吉田肇率いるバンド、PANICSMILEにドラムで参加。ドラム以外にも、ピアノ、フルート、ヴィブラフォン等の楽器を演奏するマルチプレイヤーである。
灰野敬二、突然段ボール、山本精一、吉田達也、坂本慎太郎、七尾旅人、町田康、アチコ、ジム・オルーク、山本達久、前野健太、豊田道倫、星野源等といったミュージシャンと共演し、セッションもこなす。映画のサウンドトラック・ドラマの音楽担当、劇団「マームとジプシー」との関わりなど、多彩な活動をしている。
2006年、アルバム『Works For Everything』でソロ・デビューを果たした。アメリカのレコードレーベルから2013年11月19日にアルバム『Imitation of life』リリース。
2016年公開の金子雅和監督映画「アルビノの木」の音楽を担当。シネルファマ・リスボン・インターナショナル・フィルム・アワーズで最優秀音楽賞を受賞。
2018年、NHK BSプレミアムの地域発ドラマ「あったまるユートピア」で音楽を担当。
2021年、映画「ドライブ・マイ・カー」の音楽を担当。これをきっかけに映画監督の濱口竜介と交友を深め、2023年には自身のソロライブ『GIFT』で上映するための映像製作を濱口に依頼。この映像を使ったパフォーマンスがベルギーやニューヨークで行われている。濱口はこの映像をさらに『悪は存在しない』と題する映画作品として作り直し、これによってヴェネツィア国際映画祭で銀獅子賞（審査員賞）を受賞している。

## 参加作品

### ドラマ
- NHK BSプレミアム地域発ドラマ「あったまるユートピア」[5]（2018年）

### アニメ
- Webアニメ 無限の住人-IMMORTAL-（2019年）[8]

### 映画
- 庭にお願い（2011年）
- アルビノの木（2016年）[9]
- 夏美のホタル（2016年）
- ドライブ・マイ・カー（2021年）
- 悪は存在しない（2024年）

## 参加バンド
- 突然段ボール
- 前野健太とソープランダーズ
- MUSIC FROM THE MARS
- puff puff
- PANICSMILE
- 危危と裸裸
- on button down
- MONGHANG
- NATSUMEN
- EL-MALO
- 高円寺百景
- ジム・オルークとレッド・ゼツリン
- ジム・オルークとタイムスリッパーズ
- ジム・オルークとマエバリ・バレンタイン
- ジム・オルーク with INFINITY P
- カフカ鼾
- WUJABINBIN
- おげんさんといっしょバンド

## ディスコグラフィ

### オリジナル・アルバム
|   | タイトル                  | レーベル                   | リリース日     |
| - | ------------------------- | -------------------------- | -------------- |
| 1 | Works For Everything      | デジターボ                 | 2006年4月19日  |
| 2 | Drifting Devil            | Perfect Music              | 2008年12月3日  |
| 3 | carapace                  | felicity / Pヴァイン       | 2011年1月6日   |
| 4 | Imitation of life         | felicity、ドラッグ・シティ | 2012年6月20日  |
| 5 | I'm armed                 | felicity                   | 2012年10月17日 |
| 6 | car and freezer           | felicity                   | 2014年3月12日  |
| 7 | The Dreams My Bones Dream | felicity                   | 2018年7月4日   |

### コラボレーション・アルバム
|                     | タイトル                      | レーベル           | リリース日    |
| ------------------- | ----------------------------- | ------------------ | ------------- |
| 石橋英子 / アチコ   | ロラ＆ソーダ                  | Rhythm Tracks      | 2007年3月8日  |
| 石橋英子 / 吉田達也 | Slip Beneath The Distant Tree | Rhythm Tracks      | 2007年6月20日 |
| 石橋英子 / アチコ   | サマードレス                  | Perfect Music      | 2008年10月1日 |
| AOI                 | MABOROSHI                     | F.M.N.SoundFactory | 2009年7月24日 |